# Wasigny
Wasigny település Franciaországban, Ardennes megyében. Lakosainak száma 280 fő (2022. január 1.). Wasigny Draize, Grandchamp, Justine-Herbigny, Mesmont, La Neuville-lès-Wasigny és Sery községekkel határos.

## Népesség
A település népessége az elmúlt években az alábbi módon változott:
| Lakosok száma | 494  | 345  | 331  | 345  | 356  | 349  | 331  | 321  | 316  | 280  |
|               | 1968 | 1982 | 1990 | 2006 | 2013 | 2015 | 2017 | 2019 | 2020 | 2022 |